# 勝ち抜き歌謡天国
『勝ち抜き歌謡天国』（かちぬきかようてんごく）は、NHK総合テレビで1984年4月7日から1986年3月8日まで放送された、全国各地を巡回して実施した素人向け音楽番組である。

## 番組概要
開催地周辺の居住者を対象に、出演希望者が自身の歌唱を録音したカセットテープを送付し、その中から予選を経て選出された5人の出演者が、以下の手順で名人を目指す。
- 出演者が著名な作曲家とペアを組んでステージに登場し、本番予選用の曲を歌唱する（この時点の作曲家は応援やＰＲをするのみ）。それを地元の小中学校の教師50人が各10点満点、合計500点満点で採点し、上位2人が決勝進出となる。
- ゲスト歌手の歌唱後、決勝進出者は決勝用の曲について、それぞれペアを組んだ作曲家より5分間のレッスンを受ける。（ゲスト歌手が開始時にゴングを鳴らし、終了時にベルを鳴らす）
- その成果をふまえて決勝用の曲を歌唱する。それを前述の教師50人の各10点満点に加えて、決勝に進出できなかった3人とペアを組んだ作曲家及びゲスト歌手が各100点満点、合計900点満点で採点し、高得点のほうが名人となる。（開催地名をとって「○○名人」と字幕に表示される）

1985年3月30日にはその名人の中から選出された10人によって、名人大会が実施された。
このスタンスはその後1993年度と1994年度にNHK衛星第2テレビジョンで週末に生放送された「BS勝ち抜き歌謡選手権」にも生かされた。

## 放送時間
- 毎週土曜 20:00 - 20:45

## 出演者

### 司会
- 千田正穂（1984年4月7日 - 1985年10月5日）
- 葛西聖司（1985年10月12日 - 1986年3月8日）

※いずれも当時NHKアナウンサー

### 作曲家
- 市川昭介
- 猪俣公章
- 遠藤実
- 岡千秋
- 弦哲也
- 曽根幸明
- 中村泰士
- 平尾昌晃
- 三木たかし
- 宮川泰
- 森田公一

※50音順

## 出演後プロデビューした歌手
- 谷本憲彦 - のちに速水けんたろうと改名し、「おかあさんといっしょ」のうたのおにいさんになる
- 杉尾聖二
- 真帆香ゆり
- 武山あきよ - 全国名人大会で優勝
- 森口博子 - 全国名人大会で準優勝
- 多岐川舞子
- 藤あや子
- 坂本冬美 - 最終回の名人